# Catastrophe aérienne de Stockport
La catastrophe aérienne de Stockport s'est produite le 4 juin 1967, lorsqu'un Canadair C-4 Argonaut appartenant à British Midland Airways s'est écrasé près du centre-ville de Stockport, dans le Cheshire, au Royaume-Uni. Sur les 84 passagers et membres d'équipage à bord, on dénombre 72 morts et 12 survivant grièvement blessés. Il s’agit du quatrième accident aérien le plus meurtrier de l’histoire de l’aviation britannique.

## Accident
L'appareil, immatriculé G-ALHG, a été affrété par la compagnie aérienne privée Arrowsmith Holidays Ltd, et a quitté Palma de Majorque à 5h00, ramenant les vacanciers des îles Baléares à l'aéroport de Manchester. Le contrôle d'approche a guidé l'avion vers l'ILS dès qu'il a atteint la balise NDB de Congleton, mais les pilotes ont apparemment été incapables de positionner l'avion dans l'axe de la piste et ont demandé une remise de gaz. 
Alors que l'avion effectue une deuxième approche vers l'aéroport, les moteurs n°3 et 4, situés sur l'aile droite, se sont soudainement arrêtés au-dessus de Stockport. L'hélice du moteur 4 s'est alors mise en drapeau, mais celle du moteur 3 a continué à tourner face au vent, induisant une forte trainée aérodynamique. L'avion est ensuite devenu incontrôlable et s'est écrasé à 10h09, dans un terrain vague à Hopes Carr, à proximité du centre-ville.

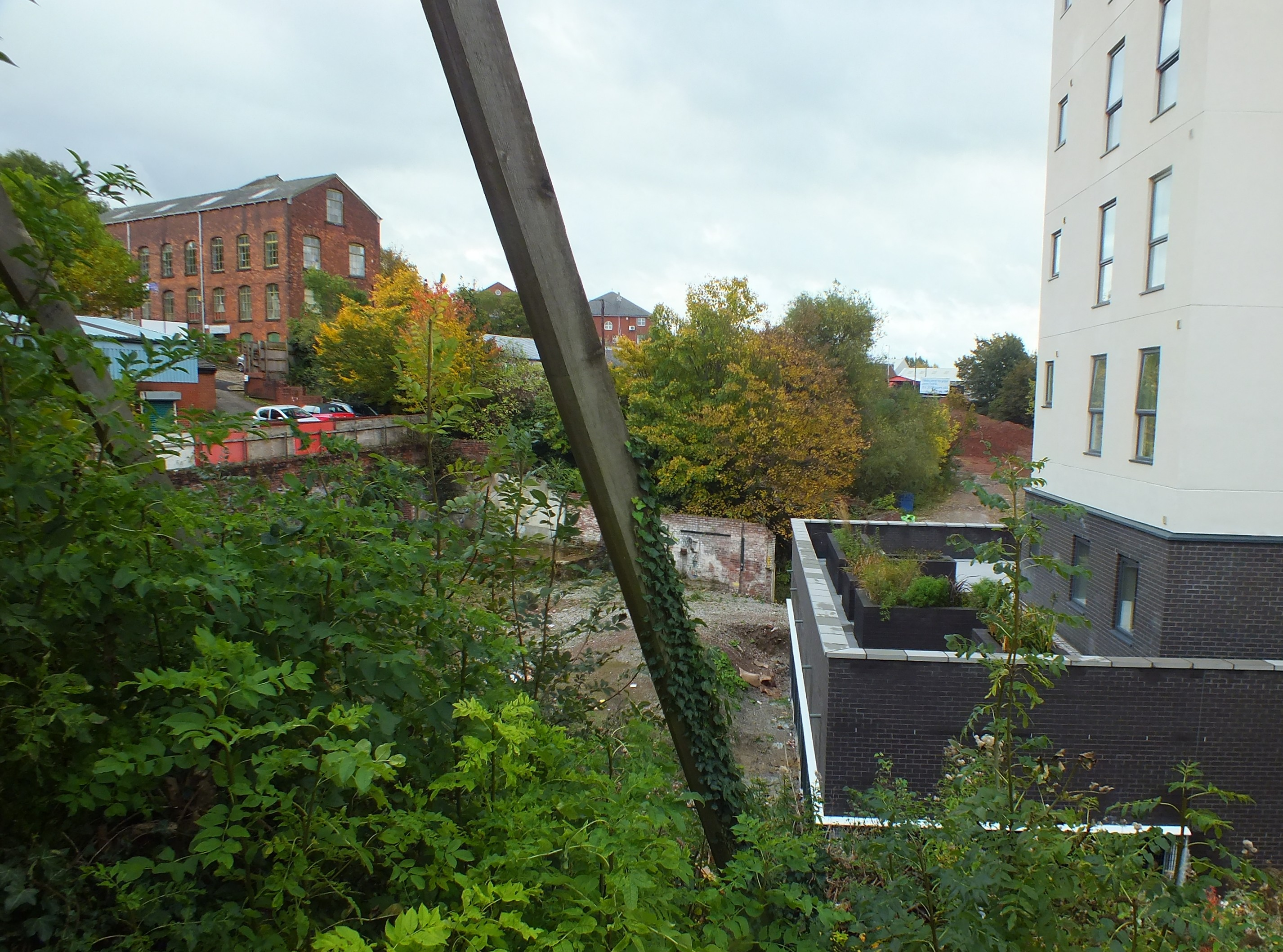
Site de l'accident de Stockport, ici photographié en octobre 2013.

Malgré le fait que l'accident soit survenu dans une zone densément peuplée, il n'y a eu aucun victime au sol. Les témoins du crash et la police ont risqué leur vie pour sauver douze personnes des débris de l'appareil. Cependant, un incendie s'est déclaré vers l'arrière de l'avion, après la rupture des réservoirs de carburant, et s'est propagé à travers la cabine, tuant la plupart des passagers encore à bord.

## Enquête
L'enquête, menée par l'Air Accidents Investigation Branch (AAIB), a déterminé que la panne des moteurs 3 et 4 a été causée par un manque de carburant, en raison d'un défaut de conception du système d'alimentation en carburant de ce type d'avion. Il a été constaté que les sélecteurs contrôlant les vannes d'alimentation en kérosène étaient mal positionnés dans le cockpit, ce qui pouvait provoquer une sélection involontaire de l'alimentation croisée de certains des réservoirs, conduisant à l'épuisement du carburant dans ces réservoirs et à la panne du moteur associé.
Un problème de carburant avait été signalé sur cet avion cinq jours plus tôt, mais celui-ci n'a été révélé que quatre mois après l'accident. Il s'avère également que le commandant de bord, Harry Marlow, était en service depuis près de 13 heures au moment de l'accident. Cela respectait les limites légales et opérationnelles, mais l'enquête a révélé qu'en raison du manque de sommeil, il a commis plusieurs erreurs en répétant les messages du contrôle aérien.
L'AAIB a également examiné la chance de survie des passagers et de l'équipage lors de l'accident. Les autopsies des passagers ont montré que ceux qui se trouvaient tout à l'avant de l'avion ont été tués par des blessures dues à une décélération rapide, mais que ceux plus à l'arrière ont subi des blessures par écrasement au niveau des jambes, qui les ont empêchés de s'échapper de l'épave en feu. 
Les enquêteurs ont découvert que les barres de renfort destinées à maintenir les rangées de sièges séparées n'étaient pas assez résistantes pour empêcher les rangées de s'écraser les unes contre les autres, comme un accordéon, et ont déterminé que si ces barres avaient été suffisamment solides, la plupart des passagers auraient pu s'échapper de l'avion.

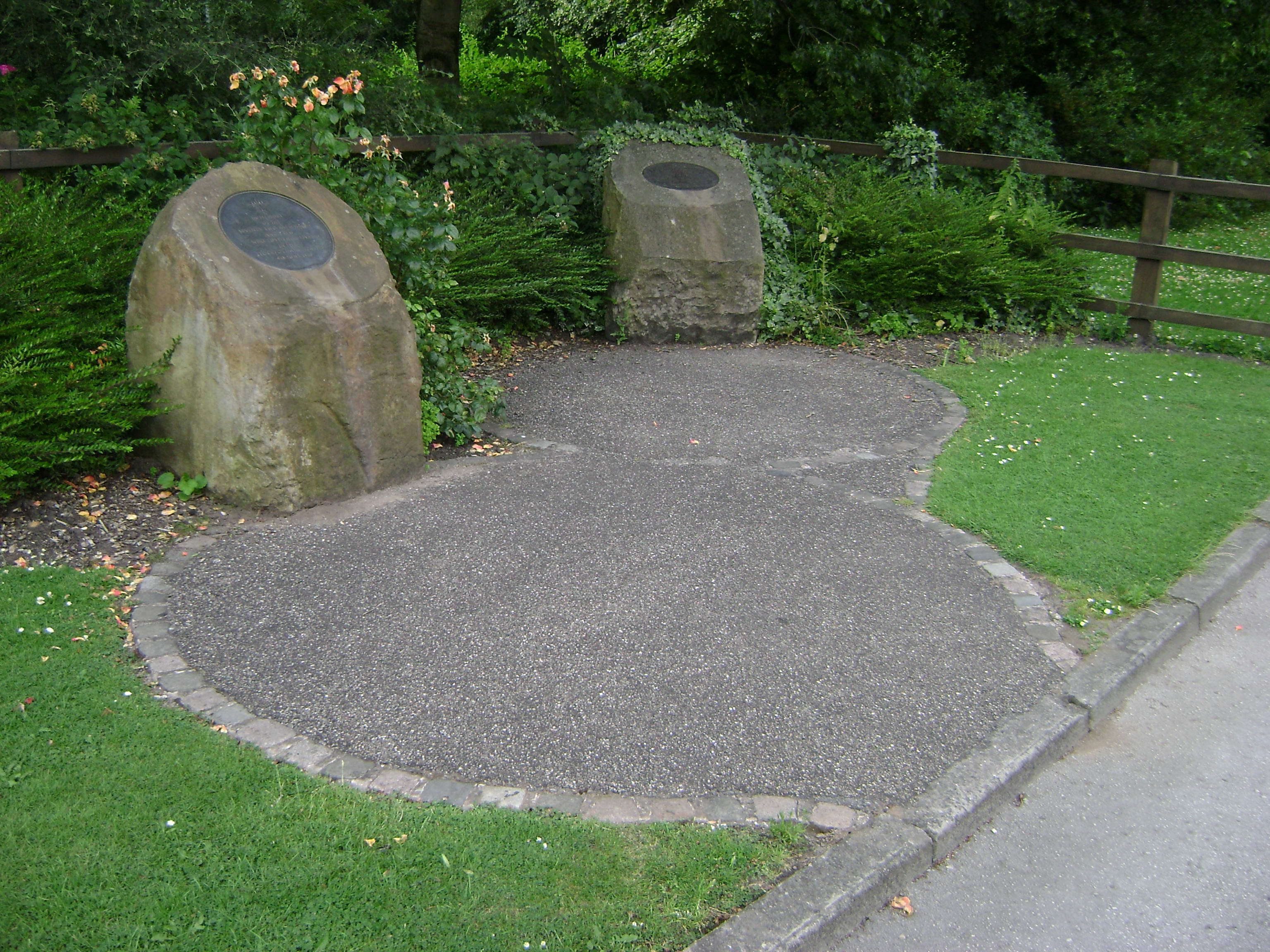
Mémorial en souvenir des victimes de l'accident.